# Motherwell (stacja kolejowa)
Motherwell (ang: Motherwell railway station) – stacja kolejowa w Motherwell, w hrabstwie North Lanarkshire, w Szkocji, w Wielkiej Brytanii. Znajduje się na West Coast Main Line oraz na Argyle Line, obsługując połączenia podmiejskie. Jest to przedostatnia stacja na WCML przed Glasgow. Istnieją cztery perony o różnej długości. Stacja znajduje się niedaleko głównego miejskiego pasażu handlowego, Brandon Shopping Centre.
Z usług stacji na przełomie 2008/09 skorzystało 1,566 mln pasażerów.